# Оранжевопятнистая кавалла
Оранжевопятнистая кавалла, или садык (лат. Carangoides bajad), — вид морских лучепёрых рыб из семейства ставридовых. Максимальная длина тела 55 см. Распространены в тропических и субтропических водах Индийского и Тихого океанов.

## Описание
Тело высокое, сильно сжато с боков. Верхний профиль тела более выпуклый по сравнению с нижним профилем. Верхний профиль головы почти прямой, с небольшим поднятием в области затылка. Диаметр глаза меньше длины рыла. Ворсинкообразные зубы расположены узкими полосами на обеих челюстях. Ширина лент больше в передней части челюстей. На сошнике зубы расположены пятном треугольной формы без срединного выступа. На первой жаберной дуги 25—33 жаберных тычинок, из них на верхней части 7—9 тычинок, а на нижней — 18—21. Два спинных плавника чётко отделены друг от друга. В первом спинном плавнике 8 жёстких лучей, а во втором — 1 колючий и 24—26 мягких луча. Перед анальным плавником расположены две отдельно сидящие колючки. В анальном плавнике 1 колючий и 21—24 мягких лучей. Передняя часть лопасти второго спинного плавника короче длины головы. Хвостовой плавник вильчатый. Передняя часть боковой линии дугообразная, переходит в прямую часть на уровне вертикали, проходящей между 11 и 15 мягкими лучами второго спинного плавника. Хорда изогнутой части длиннее прямой части боковой линии. Прямая часть боковой линии с 14—26 чешуйками и 20-30 слабыми щитками. Грудь полностью покрыта чешуёй или с узким участком голой кожи в передней нижней части. Позвонков: 10 туловищных и 14 хвостовых.

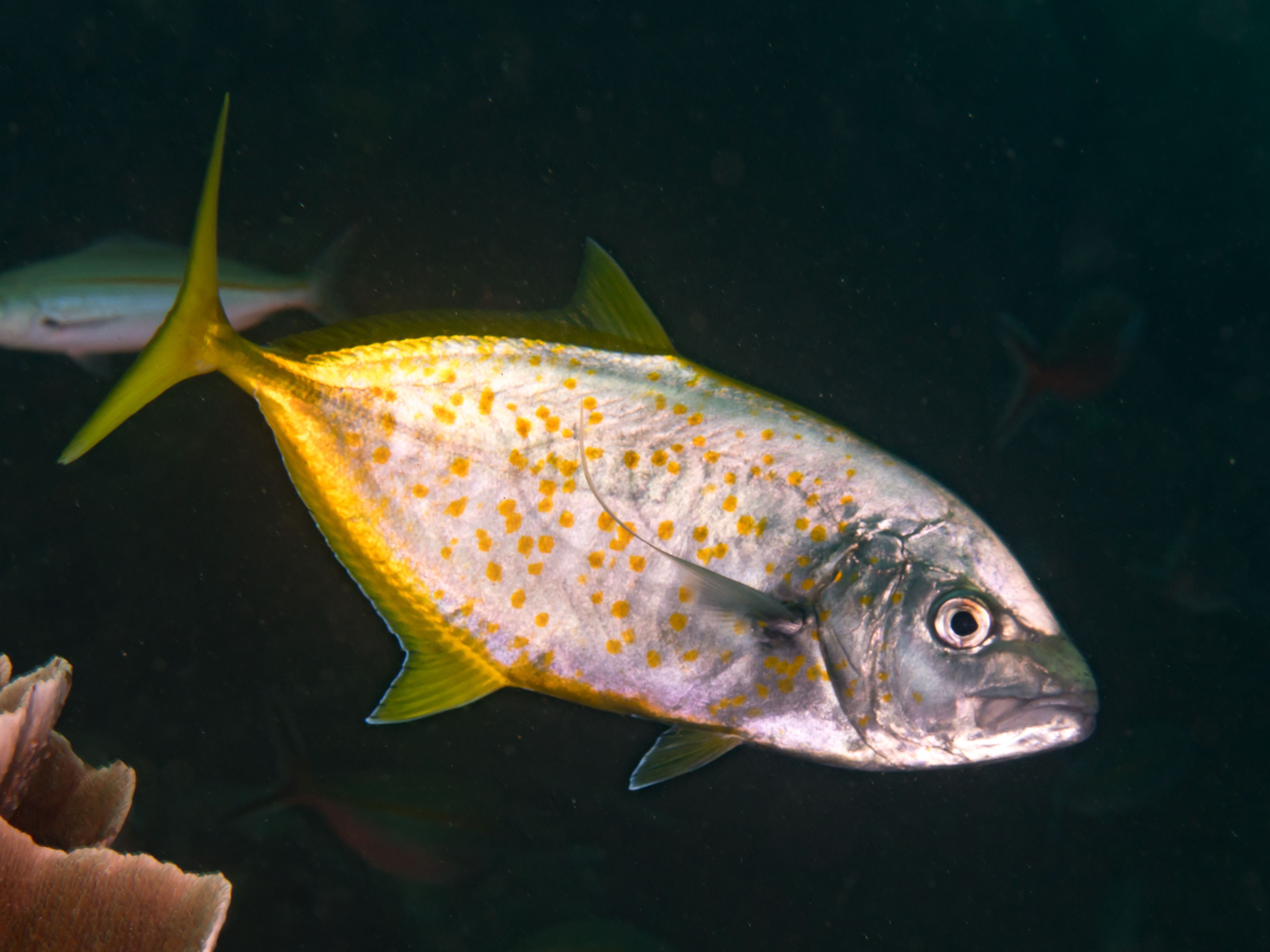

Верхняя часть тела медного цвета, бока от бледного до серебристо-белого цвета с многочисленными оранжево-жёлтыми пятнами.  Тёмное пятно на жаберной крышке отсутствует. Способны изменять цвет тела до почти полностью оранжевого.
Максимальная длина тела 55 см, обычно до 42 см. По другим данным могут достигать длины 72 см.

## Биология
Морские стайные пелагические рыбы. Обитают в прибрежных водах в областях скалистых и коралловых рифов. Питаются мелкими рыбами и ракообразными. Самки оранжевопятнистых кавалл впервые созревают при длине тела 24,7 см. Нерестятся с мая по сентябрь с пиком в июне — сентябре.

## Ареал
Оранжевопятнистые каваллы широко распространены в Индо-Тихоокеанской области. Встречаются в Персидском заливе, Красном море, Аденском и Оманском заливах и далее на восток до Юго-Восточной Азии. В западной части Тихого океана встречаются в Сиамском заливе, у берегов Индонезии, Филиппин и Папуа — Новой Гвинеи до Соломоновых островов на востоке и на север до Японии.